# Всемирный потоп

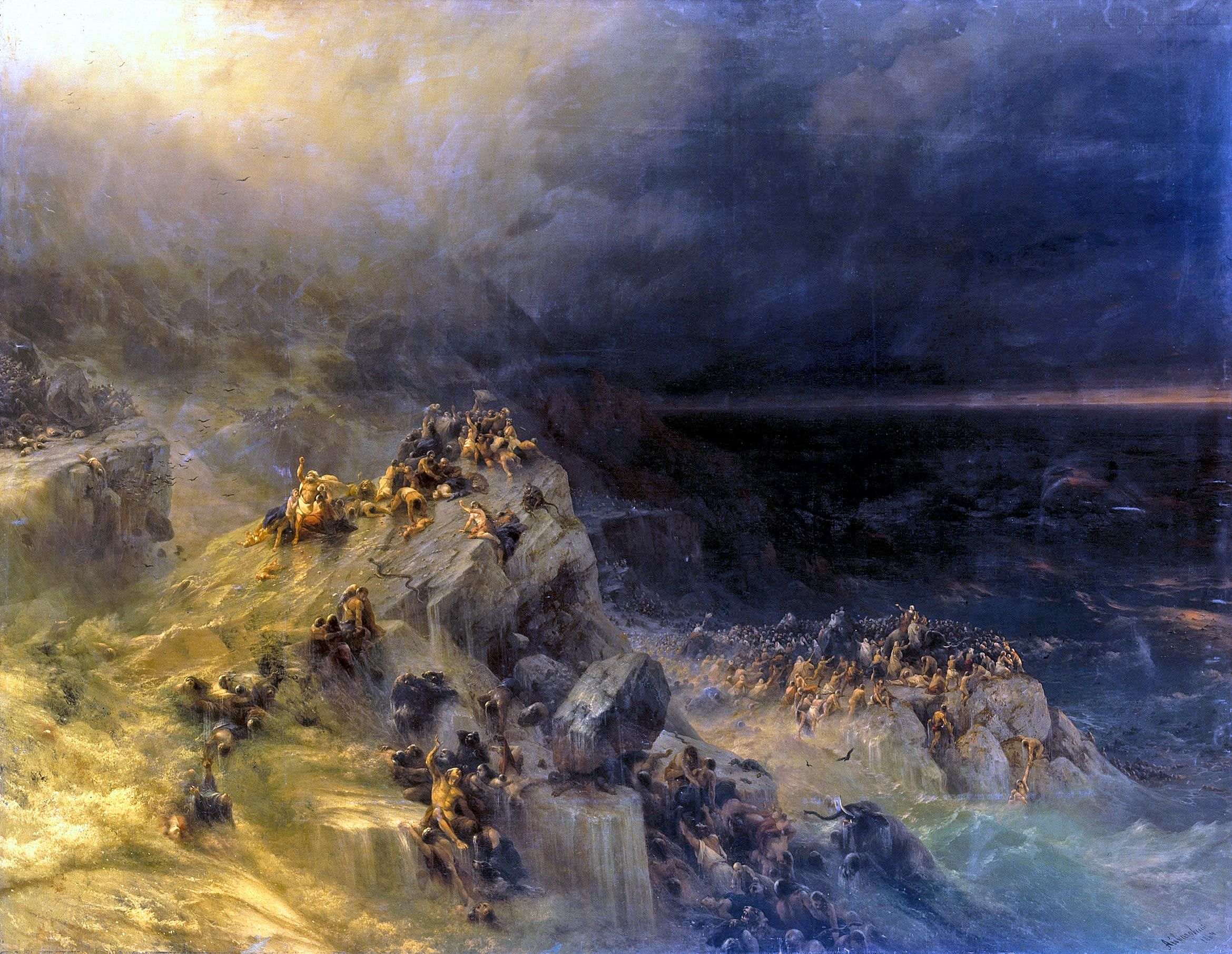
Всемирный потоп, Иван Айвазовский, 1864

Пото́п, всемирный потоп — мифопоэтическая тема, глобальное наводнение, сведения о котором широко распространены среди многих народов мира в мифологических представлениях и записаны в ряде религиозных текстов.
Погружение под воду всей поверхности Земли в ранние периоды человеческой истории не имеет каких-либо научных подтверждений.
Сюжет известен в мифах, легендах, преданиях. Всего известно более 250 сказаний о потопе в различных регионах мира. Наиболее древними письменными источниками о потопе являются месопотамские сказания. Наибольшую известность в мировой культуре получил библейский потоп.
Разнообразные варианты потопной темы дают сложную картину смешения представлений о реальных потопах с более поздними сюжетами, появившимися уже в силу собственно мифологической логики. В ряде версий сюжета потоп трактуется как катаклизм мирового масштаба — вселенский потоп, в котором гибнет всё живое или сохраняется лишь минимум, необходимый для возрождения жизни. К этому кругу относятся версии, которые объясняют гибель мира и людского рода и их возрождение в «начале времён», а также эсхатологические концепции будущей гибели мира от потопа или от огня и воды.
Древнейшее выражение этой схемы содержит шумерская версия (где действует персонаж по имени Зиусудра), ставшая источником для более поздних вавилонской версии (с персонажем по имени Атрахасис) и, по одному из предположений, библейской версии (Ной).
Основная схема мифов о вселенском потопе включает следующие элементы. Божество насылает на человека потоп как наказание за их плохое поведение, нарушение табу, убийство животных или по другим причинам либо без особой причины. Некоторые люди, как правило, праведники, заранее уведомляются о грядущей катастрофе. Им удаётся принять меры к спасению: построить судно (ковчег, плот, большое каноэ, лодку и др.) или укрыться от опасности на горе, высоком дереве (в варианте сюжета быстрорастущее дерево по мере прибывания вод возносило этих людей вверх), на плавающем острове, панцире черепахи, крабе, в большой тыкве или скорлупе кокосового ореха и др. Спасшиеся во многих сюжетах берут на судно животных, семена и/или растения и др. К потопу приводит ливень, который продолжается в течение сакрально отмеченного периода времени (7, 40 дней, полгода и др.). Затем ливень прекращается и воды начинают постепенно спадать. На поиски суши выпускают птицу (иногда — грызуна), которая, наконец, приносит благую весть. Судно достигает горы или острова; вариант — спасшиеся люди спускаются с дерева, горы и т. п. Они начинают новую, часто более праведную жизнь согласно божественным заповедям. Люди, скот, растения умножаются и снова заселяют землю. В потопном сюжете присутствует мотив первой человеческой пары или супругов, которые в послепотопное время становятся прародителями человечества, в некоторых вариантах — родоначальниками этнической и культурной традиции. Через этот мотив мифопоэтическая тема потопа становится важнейшим элементом, соединяющим природу и культуру, космологию и квазиисторию, естественное право и мораль, опирающуюся на божественные установления — завет между божеством и людьми.
Существуют различные гипотезы и попытки дать научное объяснение происхождению рассказов о потопе. Сравнение различных источников с данными археологии и геологии позволяет предполагать, что они основаны на реально происходивших локальных наводнениях.

## Распространение и особенности сюжета
Согласно исследованиям Джеймса Джорджа Фрэзера, обнаружены следы сказаний с подобным сюжетом в: Вавилонии, Палестине, Сирии, Армении, Фригии, Индии, Бирме, Вьетнаме, Казахстане, Китае, Австралии, на многих островах (Индонезии, Филиппинах, Андаманских островах, Тайване, Камчатке, Новой Гвинее, островах Меланезии, Микронезии и Полинезии), среди большого числа индейских племён от Огненной Земли до Аляски (всего учтена почти сотня версий). Однако такие сказания практически отсутствуют в Африке (кроме занесённых европейскими миссионерами), Восточной, Центральной и Северной Азии и редки в Европе (встречаются в Древней Греции, Уэльсе, среди литовцев, трансильванских цыган и манси). К настоящему времени в разных регионах мира зафиксировано более 250 сказаний о потопе. Тема Потопа отсутствует или имеет лишь случайное отражение в мифологических традициях Японии, Африки, Австралии.
Согласно исследователям мифологии и фольклора, таким как Мирча Элиаде, Алан Дандес и др., попавшимся осмыслить обширный материал на тему потопа, это сказание является одним из вариантов мифа о всемирном катаклизме, связанном как с гибелью всего живого, так и с восстановлением творения. Одновременно мифы о потопе отражают распространённые мифологические представления о первичности водного хаоса, который предшествовал творению. По мнению А. Дандеса, миф о потопе является принципиально «мужским» мифом, основу которого составляют универсальные психологические мотивы, имеющие связь с гендерными различиями.

## Вариации

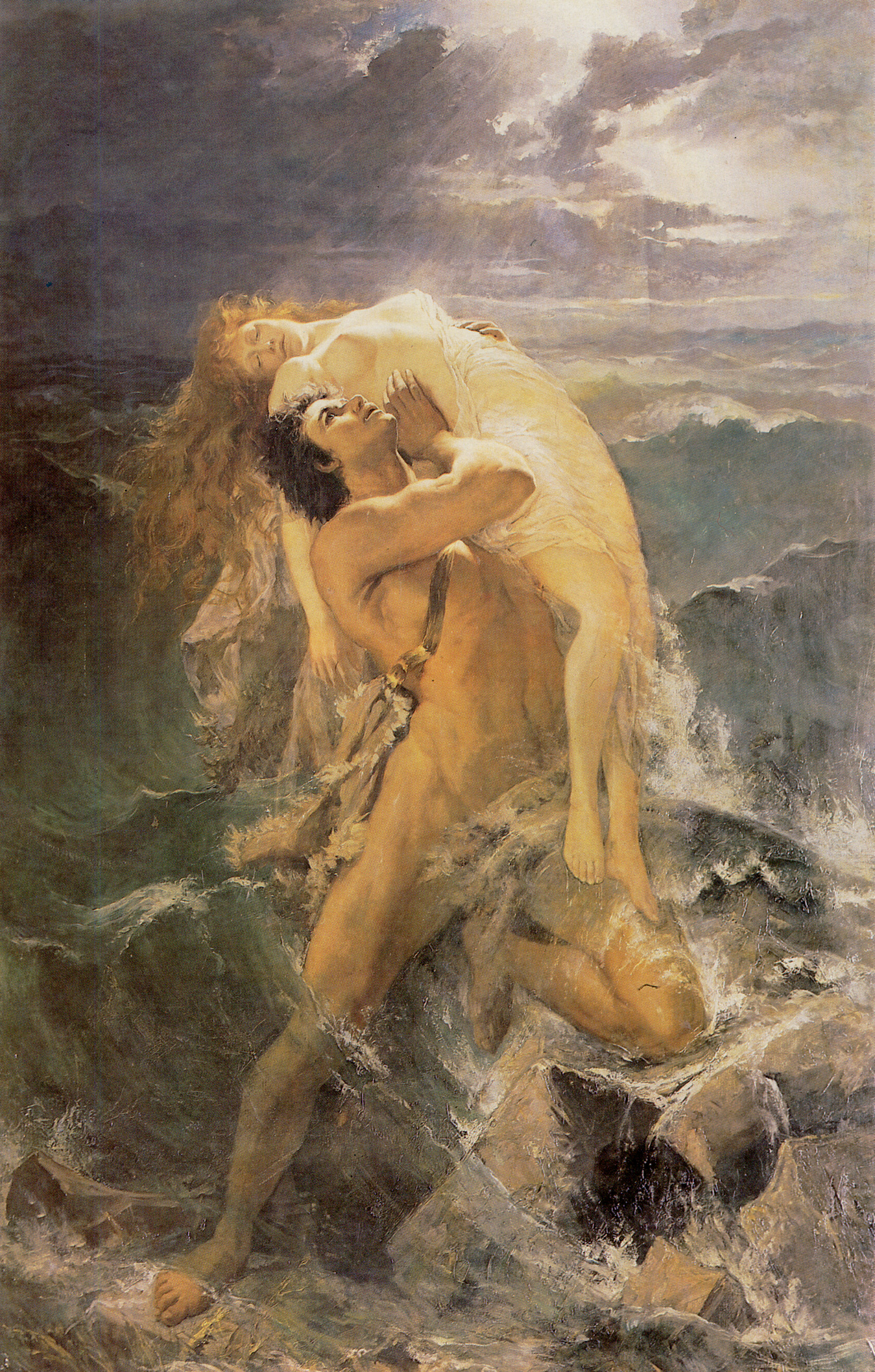
Девкалион, держащий свою жену, Поль Мерварт

Семитский вариант потопного сказания мог повлиять на развитие греческого мифа о Девкалионе и Пирре, которым спасся во время потопа, вызванного Зевсом. В отличие от ближневосточных вариаций, греческий мифологический сюжет обращается к теме потопа как к грани, после которой началась цивилизация эллинов: Девкалиона и Пирра рождают сына Эллина — родоначальника греческих племён. Однако этот потоп не имеет черт всемирного, почти что космологического явления. Мотив потопа, плавания на судне по водам и получения благодати в новой жизни соотнесено с не менее популярным в культурах Ближнего Востока и за его пределами мотивом плавания солнца или солнечного бога в ладье, на лотосе, водяной лилии и т. п. по водам мирового океана с целью восстановления сил, израсходованных в течение дня, и возрождения к новой жизни. Ряд космогонических мифов связывает потоп с сосудом с водой, откуда возникли первые мужчина и женщина, прародители человеческого рода.
Согласно одной из теории, Ближний Восток был центром, может быть, не единственным, распространения версии потопного мотива. При этом в культурах Ближнего Востока и смежных восточноевропейского и западноазиатского ареалов имели распространеение и другие связанные с потопом  сюжеты. Так, имели место мифы, согласно которым потоп, как правило, продолжающийся в течение семи суток, вызвал неосторожное, а иногда — намеренное движение огромных животных, таких как рыбы, черепахи, лягушки, бык и др., на которых покоится земная твердь. Ряд разработок потопной темы содержат дуалистические мотивы укрытия на судне не только благого начала, но и негативного, дьявольского — иногда в качестве трансформации противопоставления между праведным человеком, который спасся во время потопа, или исполняющими божественные заветы бога послепотопными людьми, и неправедными, погрязшими во грехе, которых потоп уничтожил.
Египетская версия потопного мифа, которую передаёт «Книга коровы» является основательной переработкой его старой схемы, инвертируя её: в этой версии при помощи потопа людей получается спасти. Боги решили наказать людей по их грехам и наслали на них Око Ра — богиню Хатор-Сехмет. Уничтожение людей обрело такие масштабы, что боги решили спасти их. Они смешали особый красный минерал — диди с ячменным пивом и получили красную жидкость, которую вылили на поля. Утром богиня обнаружила, что всё затоплено (потоп в сниженном варианте) этой жидкостью, принятой ею за людскую кровь. «И тогда она стала пить, и сладостно было её сердце. И пошла она пьяная, и не узнала людей» — так и были спасены люди.
В индийской мифологии ядро потопного сюжета вводится в схему, связанную с мифологией доарийской Индии. По некоторым версиям, в конце каждого из четырёх мировых периодов (юг) мир уничтожается потопом. Представление о гибели мира через воду и огонь, холод, снег имелось и в иранской традиции. Но подобными эсхатологическими потопнымм версиями образуется иной мифологический сюжет. В качестве его воплощений рассматривается платоновский миф об Атлантиде, полинезийские потопные сюжеты. В одном из таких сюжетов огонь и вода, порождённые первородным осьминогом, вступили в борьбу, победителем в которой оказывается вода. Она заливает мир, однако позже он был восстанавлен благодаря Тангароа. Индийская традиция знает и более частные потопные сюжеты, например, повествование о конфликте Кришны, который советует пастухам перестать почитать Индру, с Индрой, наславшим на землю ливень, чтобы случился потоп, смывающий пастухов и их стада. Кришна для спасения их поднимает гору Говардхану и держит её на кончике пальца в течение семи дней и ночей, до тех пор, пока Индра не признает своего поражения и не прекратит наводнение.
Китайский потопный миф рассказывает о страшном наводнении и сопровождавших его разрушениях. Вода поднимается до небес и люди приходят в отчаяние. По указанию верховного правителя Гунь начал бороться с потопом. В течение девяти лет он пытался при помощи дамб, согласно некоторым версиям — также используя украденную у правителя чудесную саморастущую землю сижан — запрудить воды. Однако результата он не достиг, и его казнили на горе Юйшань. Бороться с водами продолжил его сын Юй. Этот смог прорыть каналы, отвести воды в море, изгнать из болотистых низин змей и драконов и сделать землю пригодной для обработки. Принято считать (Анри Масперо, В. Эберхард и др.), что у мифа о Гуне и Юе было два центра распространения по Китаю. Китайский сюжет не содержит мотива преступления людей, в ряде других версий представленного квк причина потопа. Наводнение представлено здесь в качестве естественного природного явления. Другим отличием является включённость сюжета в общую тему землеустрояющей деятельности.
Этнографические описания мифологемы потопа у народов Южного Китая были некоторое время более широко известны на Западе, чем аналогичные классические упоминания. Анна Биррелл выделяет четыре традиции описания причин потопа и его ликвидации, связанные: с богиней Нюйва (содержится только в «Хуайнань-цзы»); с образом Гун-гуна («Хуайнань-цзы», «Гуань-цзы», «Го юй»); с образами Гуня («Вопросы к небу» и проч.) и Юя Великого (наиболее распространённый вариант). Биррелл выступает за раздельное трактование мифов о Гуне и Юе, несмотря на то, что традиционно они изображаются как отец и сын.
Особое развитие потопной темы отмечается для культур Нового света. Американские версии сформировались независимо; некоторые поздние версии имеют частные и вторичные следы влияния сюжета библейского потопа. Как правило, потоп отнесён ко временам вскоре после создания мира; в сюжете фигурирует первопредок нынешнего племени. Характерным примером является рассказ, читаемый в эпосе киче «Пополь-Вух». После неудачной попытки создания людей из глины, богами были сотворены деревянные люди. Однако эти творения не обладали ни душой, ни разумом, они не помнили о своих создателях и могли лишь бесцельно блуждать по земле. Боги приняли решение истребить их через потоп. Сверху на людей льётся густая смола, боги вырывают им глаза, отрывают головы, пожирают их плоть, ломают кости и крушат жилы. Земля темнеет, начинается чёрный дождь. Тогда сходится все животные, деревья, скалы, вещи, предметы утвари и начинают избивать и упрекать людей. Пытаясь спастись, люди лезут на деревья, крыши, но те скидывают их, пещеры закрываются, не впуская их. Деревянные люди погибли, от них остались лишь жалкие потомки в виде лесных обезьян. В сравнении с потопнымм сюжетами Старого света здесь сам мотив потопа периферийный, вина людей не акцентируется. Майя верили, что мир не раз страдал от потопа, пожара или землетрясения. Они почитали четырёх братьев — бакабов, которые смогли спастись от потопа. Книга «Чилам-Валам» содержит предсказание о гибели мира, которую вызовут бакабы, наслав ливни и обрушившими небеса на землю. Близкие сведения передаёт «История Индий» Бартоломе де Лас Касаса. В мифологии инков потоп вызывает высшее божество Виракоча, недовольное первыми людьми и решившее их уничтожить.

## Месопотамские сюжеты
Сюжеты, наиболее близкие к известному библейскому, известны из Месопотамии. Древнейшая версия данной месопотамской легенды читается на шумерских клинописных табличках из Ниппура, опубликованных в 1914 году. Текст сохранился плохо, но ясно, что рассказывается легенда, центральным событием которой выступает потоп. Один из богов говорит, что спасёт людской род от гибели, уготованной ему другим богам. О грозящем людям потопе узнаёт царь Зиусудра. Далее в тексте лакуна; вероятно, говорилось об указаниях царю, как соорудить огромное судно, на котором спасётся от катастрофы. Далее описывается сам потоп, который длится семь дней и семь ночей. Всё это время, гонимое штормовыми ветрами, судно носится по волнам. Затем воссиял солнечный бог Уту, перед которым царь распростёрся ниц. Зиусудра приносит ему в жертву быка и овцу. После следует очередная лакуна, а далее рассказано, что Зиусудре дали бессмертие, и местом его обитания стала страна Дильмун, в которой восходит бог Уту.
Известна также месопотамская легенда о потопе — эпос об Атрахасисе (означает «чрезвычайно мудрый»), которая сохранилась на клинописных табличках XVIII—XVII веков до н. э., записанная на старовавилонском диалекте аккадского языка. Является аккадской по происхождению. Люди настолько умножились, что стали досаждать верховному божеству Энлилю, решившему уничтожить их через потоп. Но повелитель вод бог Энки предупреждает царя Атрахасиса и велит ему соорудить судно для спасения. Конец рассказа утрачен, однако понятно, что там говорилось о создании ковчега и о потопе. Этот эпос имеет большое число параллелей с библейским нарративом о потопе.
Ещё более сходен с библейским повествование потопный рассказ, читающийся на 11-ти табличках аккадского эпоса о Гильгамеше. Известная в настоящее время полная версия эпоса была обнаружена в Ниневии и датируется VII веком до н. э. Персонаж Утнапиштим, иногда именуемый Атрахасисом, который обрёл бессмертие, рассказал о потопе своему смертному потомку Гильгамешу. Утнапиштим жил в Шуруппаке, что стоял на Евфрате. Тогда он получает предупреждение о грозящей всем катастрофе. По неясной причине боги, которых возглавляет воинственный Энлиль, хотят устроить потоп с целью истребления людского рода. Бог Эйа, или Эа, являющийся параллелью шумерскому Энки, сообщает эти известия Утнапиштиму и велит тому соорудить судно, на которое Утнапиштиму следует взять представителей всех видов животных. Судно описывается как куб, имеющий ребро в 120 локтей (около 54 м); у него была крыша и семь палуб, каждая из них делилась на девять помещений. На это ковчег садятся Утнапиштим со своей семьей и корабельщиками, погружаются животные, и начинается буря, которая длится шесть дней и ночей. На седьмой день Утнапиштим открывает окно ковчега, видит гибель всего окружающего и плачет. После бури ковчег достигает горы Нисир, вершина которой начала открываться от убывающей воды. Спустя ещё шесть дней, на седьмой день Утнапиштим выпускает голубя, который не находит суши и возвращается обратно. Затем герой повествования выпускает ласточку, но и она прилетает назад. Наконец, он выпускает ворона, который не возвращается, потому что вода уже спала. Утнапиштим приносит на вершине горы жертвы богам. Энлиль гневается, узрев, что люди спаслись, но Эйа успокаивает владыку, объяснив, что план богов был открыт Утнапиштиму во сне. Энлиль восходит на квочег, косается лба Утнапиштима и его жены и дарует им бессмертие.

## Библейский потоп

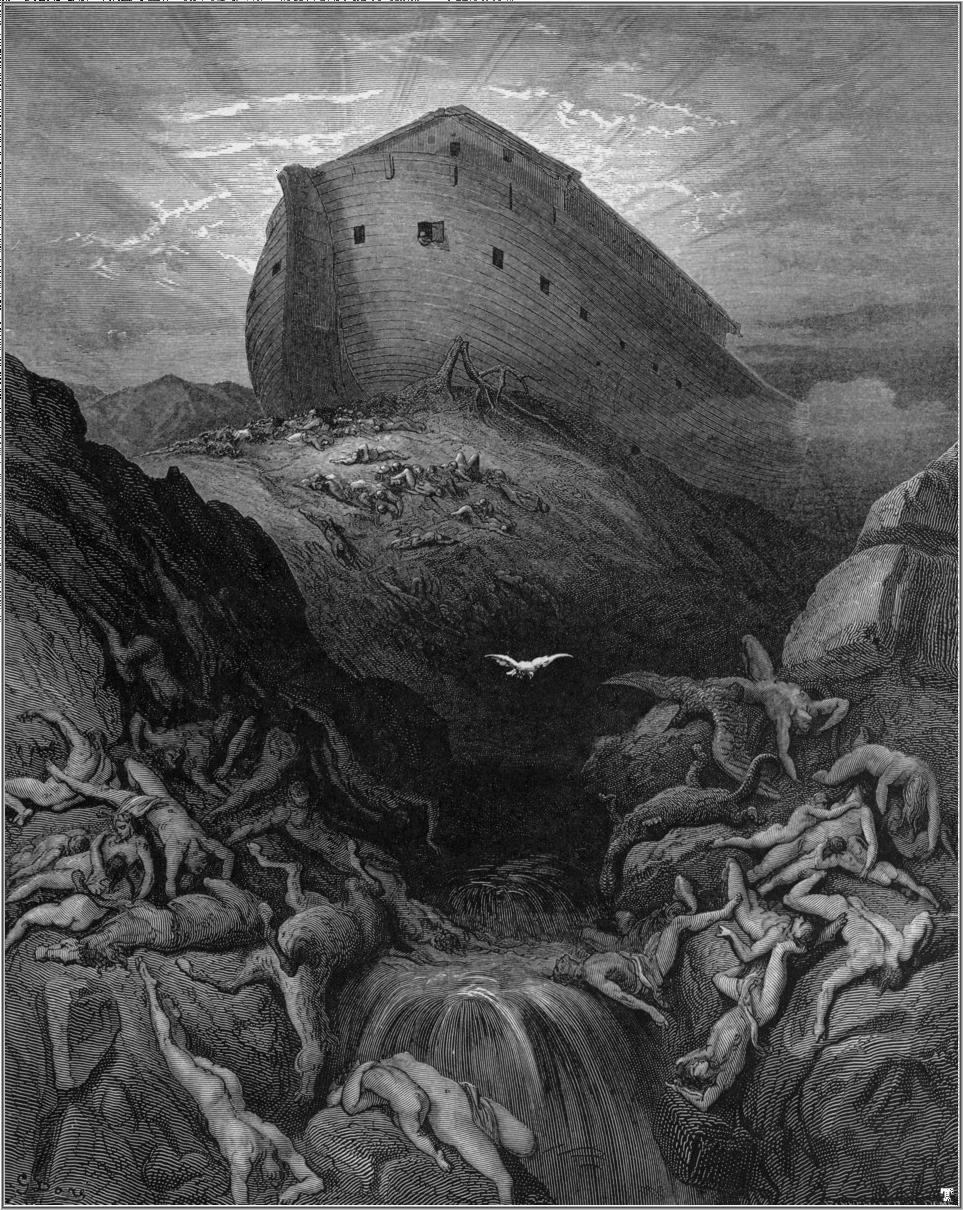
Голубь, выпущенный из ковчега, гравюра Гюстава Доре

Библейский потоп описан как всемирное наводнение, которое Бог послал для уничтожения людского рода за грехи.
Библейское повествование о потопе излагает в основном Книга Бытия (Быт. 6:5 — 9:17). Другие книги Библии содержат только краткие упоминания этого сюжета: Ис. 54:9; Сир. 44:16—18; возможно, также Пс. 29:10) или его главного героя Ноя (Иез. 14:14; Лк. 3:36).
Согласно библейскому сюжету, Бог заблаговременно оповещает благочестивого и праведного Ноя о решении уничтожить людской род и учит его строительству судна, известного как Ноев ковчег, и снаряжению его для продолжительного плавания. Ной должен был взять с собой в судно свою семью, а также по паре животных от каждого вида. Когда праведник завершил все приготовления, Господь обрушил воды на землю и всё, что было живое на ней, погибло. Вода эта стояла так высоко, что плававший по её поверхности Ноев ковчег был выше горных вершин. Спустя время дожди прекратились и вода начала сходить. Тогда ковчег причалил к горе Арарат. Ной подождал 40 дней и выпустил ворона, который, не найдя суши, возвращается обратно. Затем праведный три раза, с перерывами по семь дней, выпускает голубя. В первый раз эта птица также возвратилась ни с чем, во второй — принесла в клюве оливковый лист, в третий — голубь не вернулся, что означало, что ему удалось найти сушу. Выйдя из судна на сушу, Ной приносит жертвоприношение, и Господь даёт обещание восстановить порядок вещей и впредь не истреблять людской род. В качестве знака этого обещания в небесах воссияла радуга; Бог благословляет праведного Ноя, его потомков и всё, что есть на земле.
В сюжете аккадского эпоса о Гильгамеше и в библейском рассказе решение о потопе принимает божество, а один из людей, любимец божества, избран в качестве того, кто спасётся с семьёй и животными. По точным указаниям этого божества он строит огромное судно. В обоих рассказах персонаж просмолил судно изнутри и снаружи. В обоих рассказах говорится, что потоп причинил катастрофическое опустошение, в обоих судно пристало к горной вершине, и герой повествования выпустил птиц, чтобы узнать, открылась ли от вод суша. В обоих рассказах героем приносятся жертвы и принимается божественное благословение.
Помимо явного сходства сюжета аккадского эпоса о Гильгамеше с библейским рассказом, между ними заметен и ряд существенных отличий. Часть различий объясняют через различие между религиозными концепциями: месопотамским политеизмом и библейским монотеизмом. Утнапиштим стал богом, а Ной остался человеком. Библейский Господь после катастрофы заключил завет с человеческим родом (Семь законов потомков Ноя), что является чуждой идеей для месопотамской традиции. В месопотамском сюжете спасение человечества стало возможным в результате того, что бог Эйа не исполнил волю Энлиля, тогда как библейский Бог намеренно спас Ноя и его семью, сам не пожелав полного уничтожения людей. В отличие от Утнапиштима Ною не нужны были корабельщики и корабельные приспособления, и он спасся только по воле Божьей, а не благодаря своей сноровке и мастерству. Месопотамская легенда не содержит моральной подоплёки библейского повествования, где глобальное наводнение стало Божьм наказанием за порочность человеческого рода, Ной спасся из-за своей праведности. В месопотамском нарративе причиной стало то, что большое множество людей шумели, нарушая покой главного божества Энлиля, а выбор героя связывается с обманом одного божества другим.
В ассирийско-вавилонском повествовании ковчег причалил к горе Нисир или Нимуш, что в горном массиве Загрос, расположенном к северу от Вавилона, а в библейском сюжете — к горе Арарат к северу от Сирии. Это различие свидетельствует о наличии отдельной сиро-ханаанской версии данной легенды. Библейское повествование о потопе, основанное на этой традиции, переработано в монотеистическом и моралистическом духе.

## Результаты научных исследований
В 1763 году М. В. Ломоносов писал о всемирном потопе:

§ 104. Есть против возвышения гор со дна морского и поднятия с собою раковин другое мнение, за которое стоят писатели не из черни ученого общества приписывая оное действие единственно Ноеву потопу; однако и сие важными доводами легко уничтожается. 1) Что прибывание воды морской не может поднять к верху раковин ради их большей тягости, и самое искусство показывает, что они на берега никогда не поднимаются с приливом, которой во многих местах не тише встает, как вода должна была прибывать, производя описанное при Ное потопление, что легко вычислить можно. Известно, что в изведанном землеописательми свете нет горы, до одной мили восходящей к верху перпендикулярно, выше равновесия морской поверхности. И так положим, что в сорок дней поднялась вода на 3500 сажен; то будет на час по 4 сажени. Такая скорость во многих местах бывает, где во время равноденственных новолуний и полнолуний в узких местах приливается самою большею скоростью; ибо хотя прибывание шесть часов продолжается; однако с начала и к концу весьма тихо; а самое сильное действие и много что два часа происходит, возводя воду до 6 и до 7 сажен. 2) Потопляющая при Ное вода нисходила сильным дождем: следовательно, сливаясь с высот, стремилась навстречу раковинам и их не допускала в гору. 3) Невозможно и того положить что бы черепокожные всползли на горы во время 150 дней, как вода стояла над землею затем что сих животных движение весьма коснительно; к тому же, крупные раковины ищут всегда глубин. Наконец 4) натуре противно что бы оне поднялись на горы искать себе неведомого селения и пищи, оставив природные.

### Археологические данные
В 1927—1928 годах при археологических работах в древнем Уре Леонард и Екатерина Вулли раскапывали так называемые «царские гробницы Ура», относившиеся, по всей видимости, к шумерскому периоду. Прямо под слоем гробниц на глубине 20 метров исследователи обнаружили слой аллювиальной (наносной) глины толщиной 2,4 метра без каких-либо следов человеческого присутствия. Наиболее вероятным объяснением возникновения подобного слоя в этой местности могло стать катастрофическое по своей силе и последствиям наводнение, вызванное многодневными проливными дождями и как результатом — катастрофическим разливом обеих рек. Это открытие привело Вулли к исключительно смелому выводу, что «благочестивый жрец» — Зиусудра (Утнапиштим) — и он же — библейский Ной мог быть историческим лицом, шумером по происхождению, достаточно наблюдательным, чтобы, заметив грозные признаки начавшегося наводнения, вовремя принять меры.
Следы наводнения обнаружены также в Кише и других городах Месопотамии. При этом все наводнения происходили в разное время, что говорит об их местном, а не всемирном характере.

### Различные гипотезы
В Эпоху Просвещения представления о всемирном потопе, выйдя за рамки нормативности священного предания, по-прежнему сохраняли актуальность для естествознания. До появления эволюционной теории Дарвина смена биологических видов объяснялась теориями катастрофизма. В частности, Кювье считал, что описывает допотопных животных. Буланже объяснял потопом изменения поверхности Земли и выводил многие религиозные ритуалы из ужаса первобытных людей, переживших эту глобальную катастрофу.

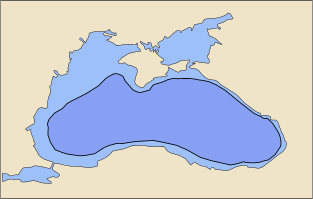
Чёрное море в наше время (голубой цвет) и в начале VI тыс. до н. э. согласно гипотезе Райана-Питмена

История о всемирном потопе распространена у многих народов, обитающих за десятки тысяч километров друг от друга. Реконструкции абсолютного возраста потопа дают примерно схожий массив данных от 8 до 10 тыс. лет назад. При этом, из данных палеогеографии, известно, что последнее покровное оледенение в Северном полушарии (Лаурентидский ледниковый щит в Северной Америке) исчезло от 8 до 10 тыс. лет назад. Согласно Библейской энциклопедии Брокгауза, геологические открытия и археологические находки, а также широта распространения сказаний о потопе у большого числа народов могут свидетельствовать в пользу того, что эти сказания основаны на некоей гигантской катастрофе, произошедшей предположительно в позднем каменном веке.
Существует гипотеза Райана — Питмена (Уильям Райан и Уолтер Питмен из Колумбийского университета) о том, что история о потопе является своеобразным отражением глобального процесса подъёма уровня Мирового океана.
Согласно В. А. Сафронову, общепланетарную катастрофу, вызванную быстрым таянием ледников, следует датировать 8122 годом до н. э.
В частности, Райан и Питмен связывают со всемирным потопом подъём уровня воды Чёрного моря на 140 метров около 5500 г. до н. э. (см. Теория черноморского потопа). Ими установлено (по данным анализа затопленных береговых линий и распространения слоёв осадочных пород), что в это время уровень моря поднялся от −140 до 0 метров (в современной системе абсолютных координат), за примерно 300 дней. Причиной потопа было образование Босфорского пролива, по которому в Чёрное море хлынули воды Средиземного моря в виде колоссального водопада, а следствием — увеличение площади Чёрного моря почти в 1,5 раза. Эффект от подобного затопления значительных прибрежных пространств мог, по мнению исследователей, сыграть свою роль в появлении и глобальном распространении истории о потопе.
Исследователь морских глубин Р. Баллард считает, что нашёл подтверждение гипотезе Райана и Питмена — с помощью подводных роботов он обследовал затонувшие поселения у берегов северной Турции и анализ данных показал, что затопление было внезапным, и датировка этого события, по мнению Балларда, близка к библейской.
В пользу гипотезы о Потопе могло бы говорить связанное с подъёмом уровня Мирового океана изменение базиса эрозии рек и соответствующей резкой одновозрастной перестройки всех речных долин на Земле. Эта перестройка заключалась бы в повсеместном затоплении речных пойм и прилегающих к долине речных террас. В теории, всё пространство от уреза реки до таяния покровных ледников и вверх по склонам речной долины на высоту в 50 метров должно было быть затоплено рекой и занесено её наносами. Естественно, что подобные, примыкающие к рекам участки были местом повышенной концентрации людей, и, наблюдая подобные процессы, человек мог создать историю о потопе. Получив информацию о «потопе» на побережьях морей и вдоль рек, люди, должно быть, воспринимали все так, будто весь их прежний мир был затоплен.
Российский палеогеограф из Института Географии РАН А. Л. Чепалыга провёл многолетние исследования следов грандиозных затоплений в Черноморско-Каспийском регионе и его водосборном бассейне в эпоху дегляциации последнего (валдайского) оледенения в интервале 16-10 тыс. лет назад. Эти затопления рассматриваются им как прототип всемирного потопа. Согласно его гипотезе, геологическими свидетельствами Потопа могут считаться донные и прибрежные отложения потопных бассейнов, а также палеонтологические остатки в них. Их детальный анализ, включая литологические, минералогические, геохимические показатели, а также изотопный состав осадков и ископаемых остатков позволяет реконструировать условия осадконакопления, состав потопных вод и последовательность потопных событий. Эпицентром Потопа выступает древнее Каспийское (Хвалынское) море. Именно в нём концентрировалась основная масса вод Потопа, а избыток вод сливался в Чёрное море. В результате развития Потопа, Хвалынское море разлилось на площади около миллиона км², а вместе с Арало-Сарыкамышским бассейном его акватория превышала 1,1 млн км², что в 3 раза больше современного Каспия. Объём накопившихся водных масс (130 тыс. км3) превышал современный в 2 раза. Что касается событий собственно Потопа, то при этом было затоплено почти 1 миллион км² низменных территорий до отметок 48-50 м абс. в Прикаспийской равнине. Однако, по мнению критиков и расчетам самого Чепалыги, трансгрессия Каспийского моря развивалась на протяжении нескольких тысяч лет (подъем уровня воды происходил на несколько сантиметров в год), что вряд ли выглядело как «потоп» для очевидцев.
Извержение подводного супервулкана Санторин в 1628 году до н. э. вызвало цунами в регионе Средиземного моря.

#### Метеоритная гипотеза
Согласно гипотезе археолога Брюса Массе и геолога Даллас Абботт, всемирный потоп явился следствием падения кометы или астероида в юго-западной части Индийского океана примерно 4,5 тыс. лет назад. Столкновение Земли с астероидом или кометой привело к разрушению подстилающих пород земной коры в месте столкновения и выбросу (в том числе в верхние слои атмосферы) значительных количеств фрагментов породы. Через некоторое время эти фрагменты начали выпадать на поверхность Земли в виде капель расплава. Это, в свою очередь, вызвало масштабные пожары в сухих саваннах Африки и Южной Америки. Столкновение также вызвало масштабное цунами в Индийском океане, затронувшее, прежде всего, близлежащие побережья. Энергия взрыва испарила и выбросила в атмосферу огромные объёмы океанической воды, которая уже в течение ближайших суток начала выпадать из атмосферы в виде продолжительных сильнейших ливней. Эти ливни затопили, прежде всего, низменности и даже равнины на всех континентах Земли. Далее к этим явлениям добавились ураганы, выносящие избыток тепловой энергии из земной атмосферы в зоне столкновения. Подтверждением данной гипотезы служит, в частности, обнаружение так называемого кратера Буркле на дне Индийского океана (кратер имеет диаметр около 29 км, расположен на глубине около 4,5 км и практически не покрыт донными осадками, что свидетельствует о его молодом геологическом возрасте). Результаты глубоководного бурения дна океана в районе кратера свидетельствуют о его импактном происхождении. На ближайшем к кратеру участке суши (южное побережье острова Мадагаскар) находится одна из самых больших известных систем так называемых шевронных дюн. Эти дюны образованы грубозернистым несортированным морским песком с включением гальки и обломочного материала, который не может перемещаться ветром. Находки раковин и остатков кораллов в песчаной толще дюн также свидетельствуют о морском происхождении слагающего их материала. Предполагается, что эти массы песка, слагающего современные дюны, были выброшены на побережье и заброшены в его глубину на несколько километров волной цунами, а характерная для дюн форма шеврона (уголок острием вверх в направлении от побережья) образовалась при последующем уходе (стекании) воды с затопленных участков суши.

## Как локальное наводнение
Среди некоторых христианских авторов высказывалось мнение о всемирном потопе не как о потопе, затопившем всю поверхность Земли и уничтожившем всё живое, а как о локальном наводнении, охватившем всё человечество. В результате потопа была затоплена лишь та часть планеты, которая была населена к тому времени людьми. В результате этого наводнения всё человечество, кроме семьи Ноя, погибло. Это мнение изложено в православном учебнике протоиерея Серафима Слободского «Закон Божий».
Мнение о локальном характере всемирного потопа изложено в Международной стандартной библейской энциклопедии 1915 года, в ней изложены две гипотезы почему люди не жили по всей Земле, а их ареал занимал лишь небольшую площадь. Первая гипотеза принадлежит Хью Миллеру, изложена им в книге 1857 года «The Testimony of the Rocks»: из-за краткости допотопной хронологии, а также насилия и морального разложения людей, население не распространилось за пределы Западной Азии. Вторая гипотеза, как считают авторы энциклопедии подкрепленная множеством свидетельств, заключается в том, что в связи с огромными физическими изменениями на поверхности Земли во время заключительных сцен ледниковой эпохи человек исчез с лица земли, за исключением долины Евфрата, и что Ноев потоп является последней катастрофой в этой серии разрушительных событий.